# FC Kleit Maldegem
FC Kleit Maldegem is een Belgische voetbalclub uit Kleit. De club is aangesloten bij de KBVB met stamnummer 7589 en heeft blauw en oranje als kleuren. De club speelt in de provinciale reeksen. Naast een eerste elftal treedt de club nog met meer dan tien jeugdploegen in competitie.

## Geschiedenis
De club werd opgericht in het begin van de jaren 70. FC Kleit ging van start in de provinciale reeksen, waar het de volgende decennia bleef spelen. In het seizoen 2011-2012 speelde het kampioen in derde provinciale waardoor het nadien uitkwam in tweede provinciale. Een nieuwe titel werd behaald in 2021/22, waardoor het nu uitkomt in eerste provinciale.
Voor de jeugdwerking werkt de club onder meer samen met andere Maldegemse clubs, zoals KSVK Maldegem. Sinds de zomer van 2008 is de club lid van de Football Academy van Club Brugge.

## Resultaten
| Seizoen | Klasse | Klasse | Klasse | Klasse | Klasse | Klasse | Klasse | Klasse | Klasse | Reeks                                                    | Punten                                                   | Opmerkingen                                              |
|         | I      | I      | II     | III    | IV     | P.I    | P.II   | P.III  | P.IV   |                                                          |                                                          |                                                          |
| ------- | ------ | ------ | ------ | ------ | ------ | ------ | ------ | ------ | ------ | -------------------------------------------------------- | -------------------------------------------------------- | -------------------------------------------------------- |
| 2014/15 |        |        |        |        |        |        | 3      |        |        | 2de prov. O-Vl. A                                        | 54                                                       |                                                          |
| 2015/16 |        |        |        |        |        |        | 7      |        |        | 2de prov. O-Vl. A                                        | 40                                                       |                                                          |
|         | 1A     | 1B     | 1Am    | 2Am    | 3Am    | P.I    | P.II   | P.III  | P.IV   | Vanaf 2016-17 zijn er 3 nationale en 2 regionale niveaus | Vanaf 2016-17 zijn er 3 nationale en 2 regionale niveaus | Vanaf 2016-17 zijn er 3 nationale en 2 regionale niveaus |
| 2016/17 |        |        |        |        |        |        | 7      |        |        | 2de prov. O-Vl. A                                        | 42                                                       |                                                          |
| 2017/18 |        |        |        |        |        |        | 9      |        |        | 2de prov. O-Vl. A                                        | 43                                                       |                                                          |
| 2018/19 |        |        |        |        |        |        | 5      |        |        | 2de prov. O-Vl. A                                        | 46                                                       |                                                          |
| 2019/20 |        |        |        |        |        |        | 9      |        |        | 2de prov. O-Vl. A                                        | 37                                                       |                                                          |
| 2020/21 |        |        |        |        |        |        | -      |        |        | 2de prov. O-Vl. A                                        | -                                                        | Competitie geschrapt wegens Covid-19                     |
| 2021/22 |        |        |        |        |        |        | 1      |        |        | 2de prov. O-Vl. A                                        | 65                                                       |                                                          |
| 2022/23 |        |        |        |        |        | 8      |        |        |        | Eerste prov. O-Vl.                                       | 42                                                       |                                                          |
| 2023/24 |        |        |        |        |        | 10     |        |        |        | Eerste prov. O-Vl.                                       | 40                                                       |                                                          |
| 2024/25 |        |        |        |        |        | 12     |        |        |        | Eerste prov. O-Vl.                                       | 28                                                       |                                                          |
| 2025/26 |        |        |        |        |        |        |        |        |        | Eerste prov. O-Vl.                                       |                                                          |                                                          |

## Bekende (ex-)trainers
- Geoffrey Claeys